# Пръстенчата свиненоса змия
Пръстенчатите свиненоси змии (Xenodon semicinctus) са вид влечуги от семейство Смокообразни (Colubridae).
Разпространени са в северна Аржентина и близките части на Боливия.
Таксонът е описан за пръв път от Андре Мари Констан Дюмерил през 1854 година.